# Джеймс Франсис Едуард Стюарт
Джеймс Франсис Едуард Стюарт (на английски: James Francis Edward Stuard; * 10 юни 1688, дворец Сейнт Джеймс, Уестминстър; † 1 януари 1766, Рим, Папска държава) e принц на Уелс, син на сваления от власт крал Джеймс II и Мария Моденска. Като такъв той изявява претенции към английския, шотландския и ирландския престол (като Джеймс III Английски и Джеймс VIII Шотландски) от 1701, годината на смъртта на баща му, когато е признат от братовчед си, френския крал Луи XIV.

## Претендент за трона
В реалност, след насилствената абдикация на баща му, британският престол е завзет от сестра му, Мери и нейният съпруг Уилям, след Славната революция. Същата година е издаден Договорен акт, с който се забранява на не-протестанти да наследяват британския престол. След смъртта на Мери и Уилям и на неговата заварена сестра Анна, на Джеймс отново е отказано да наследи, като вместо него на трона е поставен Джордж I.
През 1715 от якобинската партия е организиран опит за държавен преврат за свалянето а Джордж I и издигането на Джеймс III на негово място. По време на похода, Луи XIV умира в Париж, така, че след провала на опита за преврат, френското правителство отказва да приеме Джеймс обратно.
Остатъка от живота си Джеймс Стюарт прекарва под опеката на католическата църква. Под закрилата на папа Климент XI и неговите наследници, Джеймс е настанен в двореца Палацо Мути в Рим. До края на живота си поддържа своите претенции за престола. След смъртта му същите претенции предявяват и двамата му сина, Чарлз Едуард (известен като Хубавият принц Чарли) и Хенри Бенедикт.